# Batrachium peltatum
Batrachium peltatum là một loài thực vật có hoa trong họ Mao lương. Loài này được C. Presl mô tả khoa học đầu tiên.

## Hình ảnh

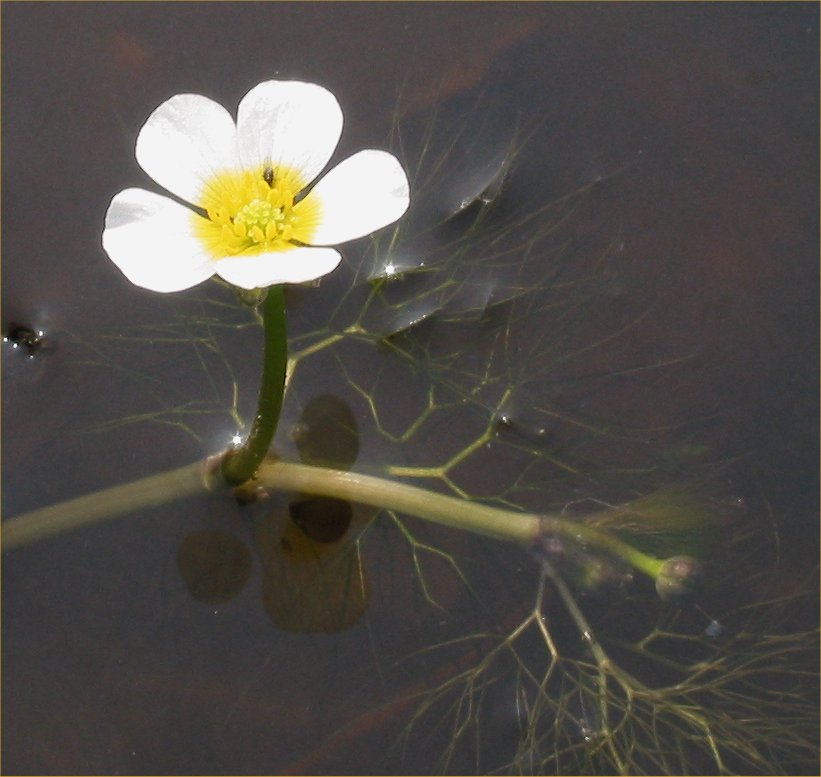
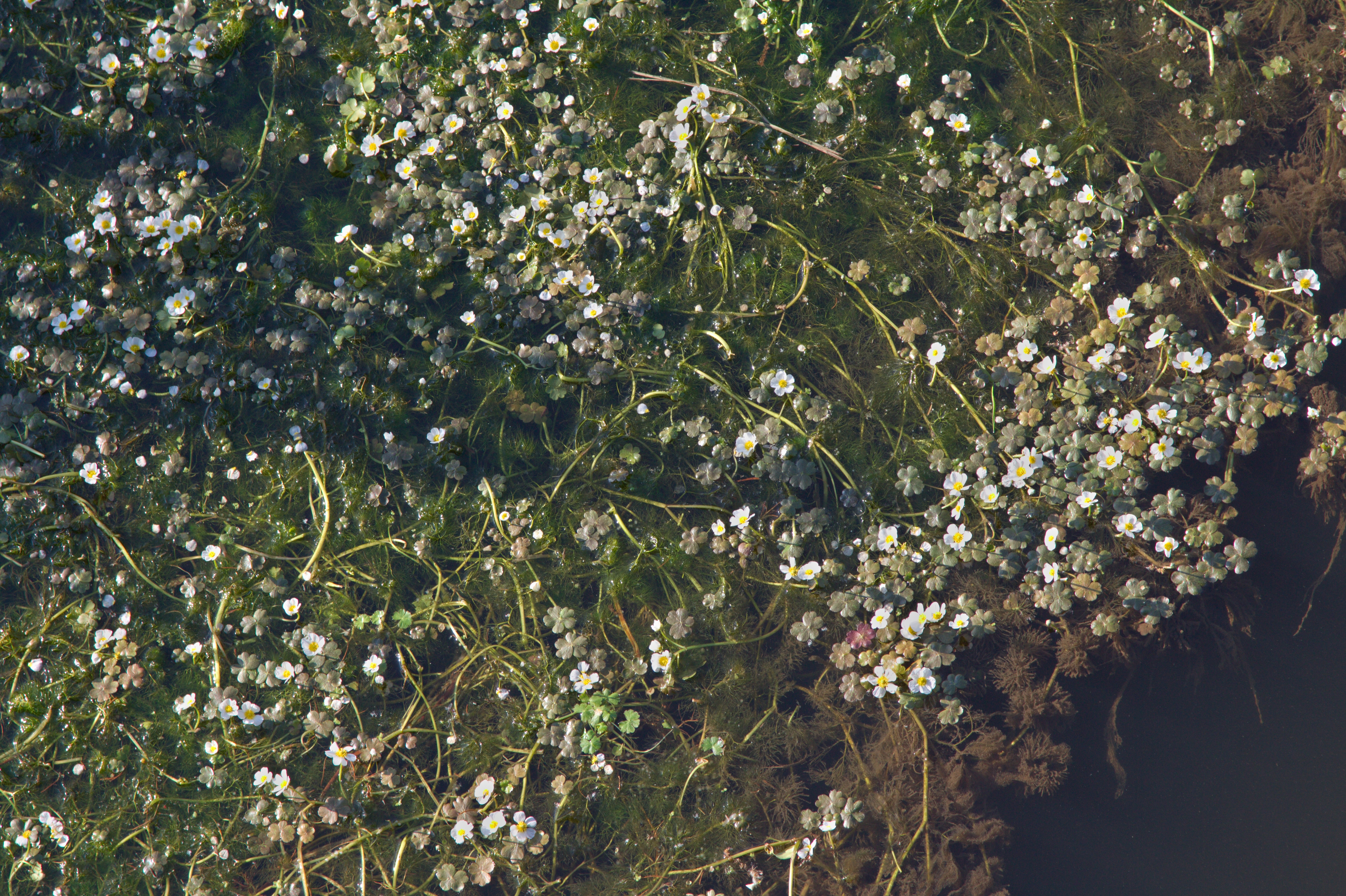
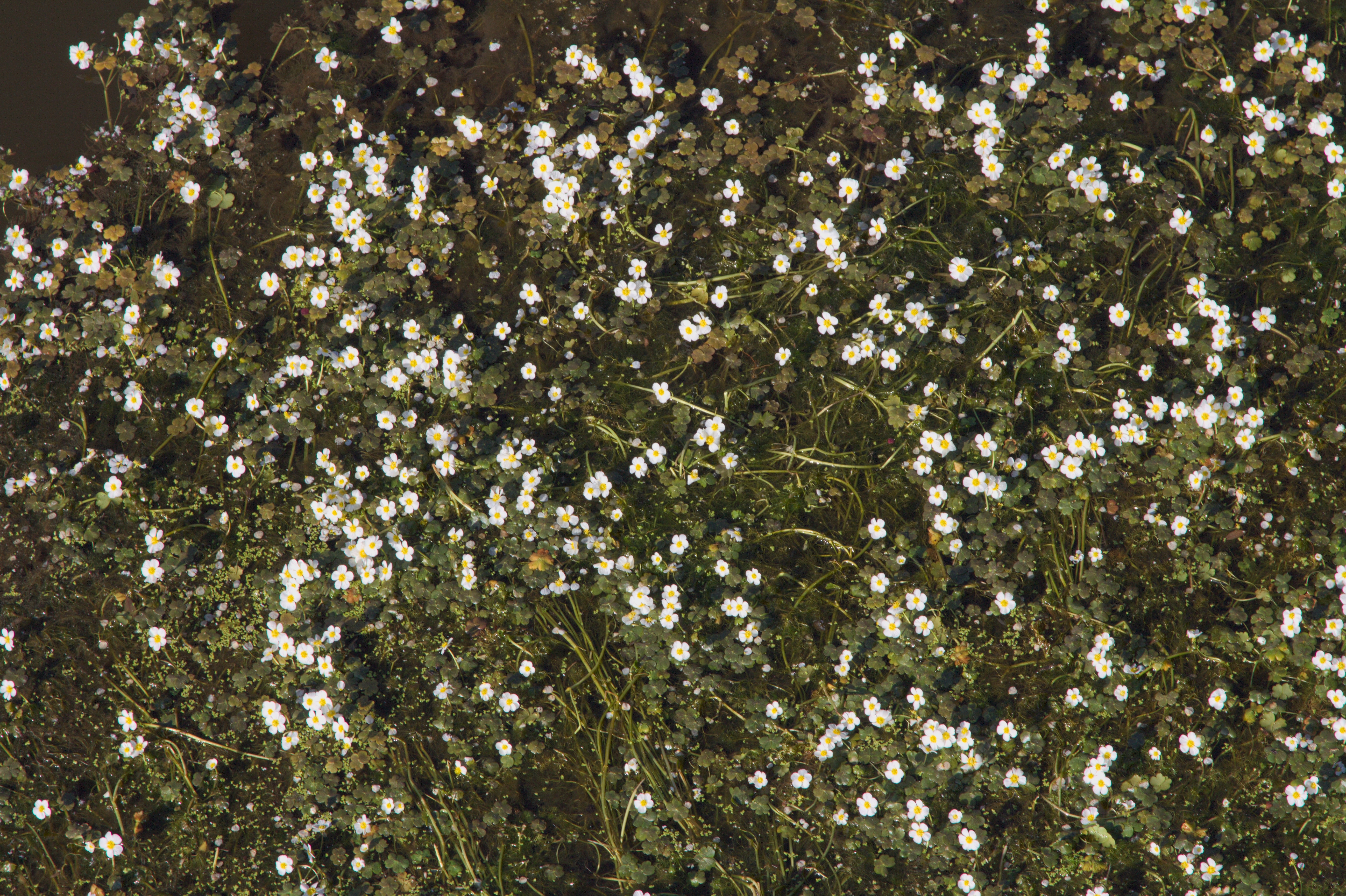